# Nati nel 1958/Giugno
| Questa pagina contiene informazioni ricavate automaticamente dalle voci biografiche con l'ausilio del template Bio e di un bot. L'aggiornamento è periodico e automatico e ricostruisce completamente la pagina. Se manca una persona in questa lista, sei pregato di non aggiungerla, ma accertati piuttosto che la sua voce biografica contenga il template Bio e che i dati anagrafici siano correttamente compilati. Se il template Bio manca, inseriscilo tu stesso o, in alternativa, metti l'avviso {{tmp\|Bio}} che ne segnala la mancanza. Se i dati riportati sono sbagliati, correggi direttamente la voce biografica; le modifiche saranno visibili in questa lista entro pochi giorni. Per chiarimenti vedi il progetto biografie. La lista contiene solo le 249 persone che sono citate nell'enciclopedia e per le quali è stato implementato correttamente il template Bio. Pagina aggiornata al 2 ago 2025. |

- 1º giugno - Barry Adamson, musicista britannico
- 1º giugno - Nambaryn Ėnhbajar, politico mongolo
- 1º giugno - Michael Landau, chitarrista statunitense
- 1º giugno - Henadz' Valjukevič, triplista bielorusso († 2019)
- 1º giugno - Ernesto Vinante, fondista e nuotatore italiano
- 1º giugno - Jon Wozencroft, grafico inglese
- 2 giugno - Carol Andrew, ex cestista australiana
- 2 giugno - Mike Binder, attore, regista e sceneggiatore statunitense
- 2 giugno - Luca Danese, politico italiano
- 2 giugno - Eduardo Gómez, ex calciatore cileno
- 2 giugno - Lex Luger, ex wrestler, ex giocatore di football americano e ex culturista statunitense
- 2 giugno - Terry Moore, ex calciatore canadese
- 2 giugno - Claudio Pagliara, giornalista e saggista italiano
- 2 giugno - Slavica Ecclestone, ex modella e imprenditrice serba
- 2 giugno - Jo Vandeurzen, politico belga
- 2 giugno - Robert Wisden, attore britannico
- 2 giugno - Al Wood, ex cestista statunitense
- 3 giugno - Stefano Casini, fumettista italiano
- 3 giugno - Margot Käßmann, teologa e vescova luterana tedesca
- 3 giugno - Thierry Noir, pittore e writer francese
- 3 giugno - Suzie Plakson, attrice statunitense
- 3 giugno - Vincenzo Taddei, politico italiano
- 4 giugno - Kenny Cresswell, allenatore di calcio e ex calciatore neozelandese
- 4 giugno - Buddy Curry, ex giocatore di football americano statunitense
- 4 giugno - Thomas Callister Hales, matematico statunitense
- 4 giugno - Henry Jenkins, sociologo e saggista statunitense
- 4 giugno - John Legere, imprenditore statunitense
- 4 giugno - Eddie Velez, attore statunitense
- 5 giugno - Graham Barber, ex arbitro di calcio inglese
- 5 giugno - Geoff Dyer, scrittore britannico
- 5 giugno - Enid Greene, politica e avvocata statunitense
- 5 giugno - Beth Hall, attrice statunitense
- 5 giugno - Avigdor Lieberman, politico israeliano
- 5 giugno - Robert Nemeth, mezzofondista austriaco († 2015)
- 5 giugno - Luisa Regimenti, medico e politica italiana
- 5 giugno - Ahmed Abdallah Mohamed Sambi, politico comoriano
- 5 giugno - Eric Strobel, ex hockeista su ghiaccio statunitense
- 5 giugno - Nicolas Thévenin, arcivescovo cattolico francese
- 6 giugno - Tracey Adams, ex attrice pornografica statunitense
- 6 giugno - Fabrizio Bartolucci, drammaturgo, attore e regista italiano
- 6 giugno - Rudi Fink, ex pugile tedesco
- 6 giugno - Gordan Grlić-Radman, politico croato
- 6 giugno - Luisa Valieri, fotografa italiana
- 6 giugno - Danny Webb, attore britannico
- 7 giugno - Pietro Benassi, diplomatico e politico italiano
- 7 giugno - Giorgio Carpinteri, fumettista e illustratore italiano
- 7 giugno - Chen Weiqiang, ex sollevatore cinese
- 7 giugno - Sebastiano Filocamo, attore, regista teatrale e conduttore radiofonico italiano († 2025)
- 7 giugno - Daniel Hourcade, ex rugbista a 15 e allenatore di rugby a 15 argentino
- 7 giugno - Maria Teresa Lamberti, giornalista e conduttrice radiofonica italiana
- 7 giugno - Matilde Piana, attrice italiana
- 7 giugno - Pivio e Aldo De Scalzi, compositore italiano
- 7 giugno - Roberto Pischiutta, musicista e compositore italiano
- 7 giugno - Prince, cantautore, polistrumentista e produttore discografico statunitense († 2016)
- 8 giugno - Andrej Bogdanov, nuotatore sovietico († 1999)
- 8 giugno - Giuseppe Bonomi, dirigente d'azienda, politico e dirigente pubblico italiano
- 8 giugno - Stan Brock, ex giocatore di football americano e allenatore di football americano statunitense
- 8 giugno - Bruno Crucitti, attore italiano
- 8 giugno - Jakko Jakszyk, cantante, chitarrista e attore britannico
- 8 giugno - James Lasdun, scrittore e poeta britannico
- 8 giugno - Li Yaguang, ex cestista e allenatore di pallacanestro cinese
- 8 giugno - Tané McClure, attrice e cantante statunitense
- 8 giugno - António Jesus Oliveira, ex calciatore portoghese
- 8 giugno - Hilpi Savikko, ex cestista e allenatrice di pallacanestro finlandese
- 8 giugno - Dan Severn, artista marziale misto e wrestler statunitense
- 8 giugno - Keenen Ivory Wayans, attore, regista e comico statunitense
- 9 giugno - Maria Amato, politica italiana
- 9 giugno - Thomas Hengelbrock, violinista, musicologo e regista teatrale tedesco
- 9 giugno - Sergio Lucchetti, attore teatrale e doppiatore italiano
- 9 giugno - Alberto Quiroga, ex schermidore cubano
- 9 giugno - Vincenza Rando, politica italiana
- 10 giugno - Salah Assad, ex calciatore algerino
- 10 giugno - Enzo Colombini, politico sammarinese
- 10 giugno - Peter Elter, ex tennista tedesco
- 10 giugno - Steve Lingenfelter, ex cestista statunitense
- 10 giugno - Iris Peynado, attrice dominicana
- 10 giugno - Yu Suzuki, autore di videogiochi e imprenditore giapponese
- 10 giugno - Attilio Tesser, allenatore di calcio e ex calciatore italiano
- 10 giugno - Sergej Ursuljak, regista russo
- 10 giugno - Barry Wellings, ex calciatore inglese
- 11 giugno - Paolo Aresi, autore di fantascienza e giornalista italiano
- 11 giugno - Butch Carter, ex cestista e allenatore di pallacanestro statunitense
- 11 giugno - Marco Gemmani, direttore di coro e compositore italiano
- 11 giugno - Kenya Hara, designer giapponese
- 11 giugno - Aleksandr Mel'nik, regista russo († 2021)
- 11 giugno - Holly Warlick, ex cestista e allenatrice di pallacanestro statunitense
- 12 giugno - Manfredi Aliquò, attore e doppiatore italiano
- 12 giugno - Mark Amodei, politico statunitense
- 12 giugno - Domenico Brigaglia, pilota motociclistico italiano
- 12 giugno - Meredith Brooks, cantautrice, chitarrista e produttrice discografica statunitense
- 12 giugno - Barry Michael Cooper, giornalista e sceneggiatore statunitense († 2025)
- 12 giugno - Roland Dalhäuser, ex altista svizzero
- 12 giugno - Jenilee Harrison, attrice statunitense
- 12 giugno - Rebecca Holden, attrice, cantante e ex modella statunitense
- 12 giugno - Mario Malagnini, tenore italiano
- 12 giugno - Rory Sparrow, ex cestista statunitense
- 12 giugno - Olivier Weber, scrittore e giornalista francese
- 13 giugno - José Escobar, ex calciatore spagnolo
- 13 giugno - Ann Feldreich, ex cestista svedese
- 13 giugno - Yasuyuki Kishino, allenatore di calcio e ex calciatore giapponese
- 13 giugno - Marzio Longhin, allenatore di pallacanestro italiano
- 13 giugno - Sergej Makoveckij, attore russo
- 13 giugno - Fernando Marías, scrittore e sceneggiatore spagnolo († 2022)
- 13 giugno - Elisabetta Serafin, dirigente pubblica italiana
- 14 giugno - Dale Ahlquist, scrittore statunitense
- 14 giugno - Luigi Casero, politico italiano
- 14 giugno - Flavio Gulinelli, allenatore di pallavolo italiano
- 14 giugno - James Gurney, pittore, illustratore e scrittore statunitense
- 14 giugno - Eric Heiden, ex pattinatore di velocità su ghiaccio e ex ciclista su strada statunitense
- 14 giugno - Derek McLane, scenografo statunitense
- 14 giugno - Tony Mmoh, ex tennista nigeriano
- 14 giugno - Rick Parros, ex giocatore di football americano statunitense
- 14 giugno - Jolanda Plank, ex sciatrice alpina italiana
- 14 giugno - Olaf Scholz, politico tedesco
- 14 giugno - Gilles Simon, ingegnere francese
- 14 giugno - Wafa Sultan, psicologa siriana
- 14 giugno - Yao Jingyuan, ex sollevatore cinese
- 14 giugno - Rino Zurzolo, contrabbassista italiano († 2017)
- 15 giugno - Haxhi Ballgjini, ex calciatore albanese
- 15 giugno - Stefano Bellaveglia, banchiere italiano († 2006)
- 15 giugno - Wade Boggs, ex giocatore di baseball statunitense
- 15 giugno - Riccardo Paletti, pilota automobilistico italiano († 1982)
- 15 giugno - Giovanni Saonara, politico italiano
- 16 giugno - Dana Altman, allenatore di pallacanestro statunitense
- 16 giugno - Ted Arcidi, ex sollevatore, ex wrestler e attore statunitense
- 16 giugno - Giorgio Tomaso Bagni, matematico italiano († 2009)
- 16 giugno - Judith Castillo, modella venezuelana
- 16 giugno - Antonangelo Casula, politico italiano
- 16 giugno - Darrell Griffith, ex cestista statunitense
- 16 giugno - Mark Lewisohn, scrittore e storico britannico
- 16 giugno - Ulrike Tauber, ex nuotatrice tedesca
- 16 giugno - Kataoka Tōyō, fumettista giapponese
- 17 giugno - Pierre Berbizier, ex rugbista a 15, allenatore di rugby a 15 e dirigente sportivo francese
- 17 giugno - Jello Biafra, cantante e compositore statunitense
- 17 giugno - Jerry Carl, politico statunitense
- 17 giugno - Christopher James Coyne, arcivescovo cattolico statunitense
- 17 giugno - Daniel McVicar, attore statunitense
- 17 giugno - Scott Peters, politico e avvocato statunitense
- 17 giugno - Donatella Tesei, politica italiana
- 17 giugno - Brad Wenstrup, politico statunitense
- 18 giugno - Peter Altmaier, politico tedesco
- 18 giugno - Genādijs Šitiks, calciatore e allenatore di calcio lettone († 2009)
- 19 giugno - Marco Bianchini, fumettista italiano
- 19 giugno - Trevor Hebberd, ex calciatore inglese
- 19 giugno - Sergej Makarov, ex hockeista su ghiaccio sovietico
- 19 giugno - Trond Jøran Pedersen, ex saltatore con gli sci norvegese
- 19 giugno - Michael Strunge, poeta danese († 1986)
- 20 giugno - Teiyū Ichiryūsai, doppiatrice giapponese
- 20 giugno - Kelly Johnson, chitarrista inglese († 2007)
- 20 giugno - Mark Milley, generale statunitense
- 20 giugno - Droupadi Murmu, politica e insegnante indiana
- 20 giugno - Roberto Scarnecchia, ex calciatore e allenatore di calcio italiano
- 20 giugno - Ralf Sträßer, ex calciatore tedesco orientale
- 20 giugno - Chuck Wagner, attore statunitense
- 20 giugno - Roberts Zīle, politico e economista lettone
- 21 giugno - Ottavio Celestino, fotografo italiano
- 21 giugno - Eric Douglas, attore statunitense († 2004)
- 21 giugno - Maurizio Farnetani, fantino italiano
- 21 giugno - Jennifer Larmore, mezzosoprano statunitense
- 21 giugno - Karsken Lippmann, ex nuotatore tedesco
- 21 giugno - Víctor Montoya, scrittore, giornalista e pedagogo boliviano
- 21 giugno - Raúl Ormeño, ex calciatore cileno
- 21 giugno - Gennadij Padalka, cosmonauta russo
- 21 giugno - Sergej Semënovič Sobjanin, politico russo
- 22 giugno - Antonio Bagnardi, giornalista italiano
- 22 giugno - Rodion Cămătaru, ex calciatore romeno
- 22 giugno - Bruce Campbell, attore, produttore cinematografico e scrittore statunitense
- 22 giugno - Salvatore Di Maio, mafioso italiano
- 22 giugno - S. T. Joshi, critico letterario statunitense
- 22 giugno - Vasilīs Paramanidīs, ex cestista greco
- 22 giugno - Johanna Sinisalo, scrittrice finlandese
- 22 giugno - Daniela Patrizia Taormina, storica della filosofia italiana
- 22 giugno - Giuseppe Zinetti, allenatore di calcio e ex calciatore italiano
- 23 giugno - Aroup Chatterjee, scrittore indiano
- 23 giugno - Richard Descoings, funzionario e politologo francese († 2012)
- 23 giugno - Pierino Fanna, ex calciatore italiano
- 23 giugno - Chris Holmes, chitarrista statunitense
- 23 giugno - Luigi Maggi, dirigente sportivo italiano
- 23 giugno - Ramón Mateo, scacchista dominicano
- 24 giugno - Giovanni Antonino, politico italiano
- 24 giugno - Tommy Lister, attore e wrestler statunitense († 2020)
- 24 giugno - Silvio Mondinelli, alpinista italiano
- 24 giugno - Salvatore Musumeci, politico e avvocato italiano
- 24 giugno - John Tortorella, allenatore di hockey su ghiaccio e ex hockeista su ghiaccio statunitense
- 24 giugno - João José da Costa, arcivescovo cattolico brasiliano
- 25 giugno - Serık Ahmetov, politico kazako
- 25 giugno - George Becali, politico, imprenditore e dirigente sportivo rumeno
- 25 giugno - Giovanni Carroni, attore, scrittore e regista italiano
- 25 giugno - Elin Brimheim Heinesen, musicista e giornalista faroese
- 25 giugno - Pasquale Menchise, direttore d'orchestra italiano
- 25 giugno - Yigal Naor, attore israeliano
- 25 giugno - Marco Odino, musicista italiano
- 25 giugno - Tetsuya Saruwatari, fumettista giapponese
- 25 giugno - Damien Demento, ex wrestler e scultore statunitense
- 25 giugno - Oscar van Dillen, compositore olandese
- 26 giugno - Jonathan Bate, critico letterario e biografo britannico
- 26 giugno - Pedro Cateriano, politico e avvocato peruviano
- 26 giugno - Pablo Diaz, argentino
- 26 giugno - Paweł Edelman, direttore della fotografia polacco
- 26 giugno - Giulio Galgani, artista italiano
- 26 giugno - Julio Gallardo Quijano, cestista messicano († 2011)
- 26 giugno - Patrizia Giancotti, antropologa, fotografa e giornalista italiana
- 26 giugno - Lela Ivey, attrice statunitense
- 26 giugno - Orlando Narváez, ex calciatore ecuadoriano
- 26 giugno - Giannandrea Pecorelli, produttore cinematografico, sceneggiatore e regista italiano
- 26 giugno - Norberto Peluffo, ex calciatore colombiano
- 26 giugno - Chrīstos Stylianidīs, politico cipriota
- 27 giugno - Maria Adolfsson, scrittrice svedese
- 27 giugno - Juan Caballero, ex calciatore peruviano
- 27 giugno - Piotr Fijas, saltatore con gli sci polacco
- 27 giugno - Eric Fromm, ex tennista statunitense
- 27 giugno - Lisa Germano, cantautrice e polistrumentista statunitense
- 27 giugno - Magnus Lindberg, compositore finlandese
- 27 giugno - Robert Newman, attore statunitense
- 27 giugno - Kristian Petersen, ex calciatore faroese
- 27 giugno - Jeffrey Lee Pierce, musicista statunitense († 1996)
- 27 giugno - Hugo Rodríguez, regista cinematografico e produttore cinematografico argentino
- 27 giugno - Salvatore Russo, mafioso italiano
- 27 giugno - José Sosa, ex cestista portoricano
- 27 giugno - Ahmad Vahidi, politico e generale iraniano
- 27 giugno - Wendy Weinberg, ex nuotatrice statunitense
- 27 giugno - Maria Zuber, geofisica e astronoma statunitense
- 28 giugno - Pedro Blanco, ex calciatore colombiano
- 28 giugno - Donna Edwards, politica statunitense
- 28 giugno - Vittorio Frigerio, francesista, artista e gallerista italiano
- 28 giugno - Takashi Nemoto, fumettista e illustratore giapponese
- 28 giugno - Giuseppe Pelosi, criminale italiano († 2017)
- 28 giugno - Sergej Šachraj, ex pattinatore artistico su ghiaccio sovietico
- 29 giugno - Dieter Althaus, politico tedesco
- 29 giugno - Najla Bouden Ramadan, politica tunisina
- 29 giugno - Roberto Burini, sciatore alpino italiano († 1978)
- 29 giugno - Paolo Cevoli, comico e cabarettista italiano
- 29 giugno - Ivan Kley, tennista brasiliano († 2025)
- 29 giugno - Klaus Kröppelien, ex canottiere tedesco
- 29 giugno - Per-Alvar Magnusson, nuotatore svedese († 2009)
- 29 giugno - Rosa Mota, ex maratoneta e mezzofondista portoghese
- 29 giugno - Annie Papa, attrice e ex modella italiana
- 29 giugno - Vincenzo Piso, politico italiano
- 29 giugno - Pascal Poisson, ex ciclista su strada e pistard francese
- 29 giugno - Ralf Rangnick, allenatore di calcio, dirigente sportivo e ex calciatore tedesco
- 29 giugno - Hervé Tullet, artista, scrittore e illustratore francese
- 30 giugno - Martin Busse, ex calciatore tedesco orientale
- 30 giugno - Vasilij Jakuša, canottiere sovietico († 2020)
- 30 giugno - Tommy Keene, cantautore statunitense († 2017)
- 30 giugno - Tommaso Ottonieri, scrittore italiano
- 30 giugno - Adelheid Roosen, produttrice teatrale, attrice e scrittrice olandese
- 30 giugno - Esa-Pekka Salonen, direttore d'orchestra e compositore finlandese
- 30 giugno - Irina Vorob'ëva, pattinatrice artistica su ghiaccio sovietica († 2022)
- 30 giugno - Youssef Ziedan, scrittore e islamista egiziano